# Cint
Cint en forkortelse for Consumer Intelligence er en svensk softwarevirksomhed, der udarbejder software til internetbaserede undersøgelser. Virksomheden blev etableret i 2001 og blev børsnoteret i 2021.